# Municipio de Towanda (condado de Phillips)
El municipio de Towanda (en inglés, Towanda Township) es una subdivisión territorial del condado de Phillips, Kansas, Estados Unidos. Según el censo de 2020, tiene una población de 28 habitantes.
Abarca una zona exclusivamente rural. No tiene autoridades constituidas ni funciones asignadas, por lo que se considera una subdivisión exclusivamente territorial.

## Geografía
Está ubicado en las coordenadas 39°36′52″N 99°34′24″O / 39.61444, -99.57333 (39.614499, -99.573349). Según la Oficina del Censo de los Estados Unidos, tiene una superficie total de 93,26 km², de la cual 93,07 km² corresponden a tierra firme y 0,19 km² es agua.

## Demografía
Según el censo de 2020, hay 28 personas residiendo en la región. La densidad de población es de 0,30 hab./km². El 100 % de la población son blancos. No hay hispanos o latinos viviendo en el área.